# Mitchell-Riley-Syndrom
Das Mitchell-Riley-Syndrom ist eine sehr seltene angeborene Fehlbildung mit einer Unterentwicklung der Bauchspeicheldrüse und der Gallenblase zusammen mit einer Darmatresie.
Synonym: Hypoplastischer Pankreas-Intestinalatresie-Hypoplastische Gallenblase-Syndrom
Die Namensbezeichnung bezieht sich auf die Hauptautoren der Erstbeschreibung aus dem Jahre 2004 durch die kanadischen Pädiater J. Mitchell und P. Riley und Mitarbeiter.

## Verbreitung
Die Häufigkeit wird mit unter 1 zu 1.000.000 angegeben, die Vererbung erfolgt autosomal-rezessiv.

## Ursache
Der Erkrankung liegen Mutationen im RFX6-Gen auf Chromosom 6 Genort q22.1 zugrunde, welches für den Regulator Faktor RFX6 kodiert, der eine wichtige Rolle bei der Entwicklung des Darmes, der Gallenblase und der Beta-Zellen (β-Zellen) spielt.

## Klinische Erscheinungen
Klinische Kriterien sind:
- Intrauterine Wachstumsretardierung
- Manifestation spätestens beim Neugeborenen oder Kleinkind
- Diabetes mellitus des Neugeborenen
- Darmatresie in Höhe des Duodenum oder Jejunum oder Pancreas anulare
- fehlende oder zu kleine Gallenblase
- Gedeihstörung, Malabsorption
- Hyperbilirubinämie
- acholischer Stuhl

## Differentialdiagnose
Bei dem sehr ähnlichen Martínez-Frías-Syndrom liegt kein neonataler Diabetes vor.
Inwieweit eine Abgrenzung möglich ist, ob es sich um zwei separate Krankheitsbilder handelt, ist nicht eindeutig.